# Gowhar Dasht
Gowhar Dasht (persiska: Raqqāşān, رقاصان, گوهر دشت) är en ort i Iran.   Den ligger i provinsen Khorasan, i den nordöstra delen av landet, 700 km öster om huvudstaden Teheran. Gowhar Dasht ligger 1 448 meter över havet och antalet invånare är 140.
Terrängen runt Gowhar Dasht är huvudsakligen kuperad, men åt nordost är den platt. Runt Gowhar Dasht är det glesbefolkat, med 14 invånare per kvadratkilometer. Närmaste större samhälle är Sanū, 1,6 km norr om Gowhar Dasht. Trakten runt Gowhar Dasht är ofruktbar med lite eller ingen växtlighet.